# Giro di Romagna 1914
Il Giro di Romagna 1914, quinta edizione della corsa, si svolse il 18 aprile 1914 su un percorso di 306 km. Il percorso fu lo stesso dell'anno precedente. Il via venne dato alle 7:30 davanti alla Rocca estense. Per la prima volta la corsa lughese fu una delle prove del Campionato italiano.
Il favorito fu il giovane Costante Girardengo, alla sua terza partecipazione. Il primatista di partecipazioni fu invece Luigi Ganna, con cinque su cinque.
La corsa si decise nell'Ippodromo di Lugo, dov'era fissato l'arrivo. Il ferrarese Giovanni Cervi (1886-1977) e Costante Girardengo entrarono insieme. Cervi ebbe uno spunto che gli permise di guadagnare qualche metro sul rivale e di prevalere in volata.
Il tempo del vincitore fu 11h51'39"; i corridori che tagliarono il traguardo di Lugo furono 11 sui 40 partenti.

## Ordine d'arrivo
| Pos. | Corridore           | Squadra        | Tempo      |
| ---- | ------------------- | -------------- | ---------- |
| 1    | Giovanni Cervi      | Bianchi        | 11h51'39"  |
| 2    | Costante Girardengo | Maino-Dunlop   | s.t.       |
| 3    | Carlo Durando       | Maino-Dunlop   | a 21'00"   |
| 4    | Ottavio Pratesi     | Alcyon         | a 25'00"   |
| 5    | Rinaldo Spinelli    | Globo-Dunlop   | a 27'00"   |
| 6    | Luigi Ganna         | Ganna-Dunlop   | a 32'00"   |
| 7    | Alfonso Calzolari   | Stucchi        | s.t.       |
| 8    | Ugo Agostoni        | Bianchi        | a 36'00"   |
| 9    | Giosuè Lombardi     | Maino-Dunlop   | s.t.       |
| 10   | Giuseppe Pifferi    | Peugeot-Wolber | a 55'05"   |
| 11   | Nerino Savini       | Individuale    | a 1h37'00" |